# Ольховка (Калининградская область)
Ольховка — посёлок в Гвардейском городском округе Калининградской области. Входит в состав Зоринского сельского поселения.

## Население
| 2002 | 2010 |
| ---- | ---- |
| 228  | ↗247 |

## История
Населённый пункт Келльмиш-Дамерау в 1946 году переименовали в посёлок Ольховку.